# Camara Jones
Camara Jones mariée Banfield est une athlète américaine spécialiste du 400 mètres.
Remplaçante du relais 4 × 400 m des États-Unis lors des Championnats du monde 1995 de Göteborg, Camara Jones participe à la compétition à la suite du forfait de sa compatriote Maicel Malone. Elle s'adjuge le titre mondial, en tant que troisième relayeuse, aux côtés de Kim Graham, Rochelle Stevens et Jearl Miles. L'équipe des États-Unis établit le temps de 3 min 22 s 29 et devance finalement la Russie et l'Australie.

## Palmarès
| Année | Compétition           | Lieu     | Résultat | Épreuve   |
| ----- | --------------------- | -------- | -------- | --------- |
| 1995  | Championnats du monde | Göteborg | 1re      | 4 × 400 m |